# Many Mouths Shut!
Many Mouths Shut! је шести студијски албум српске музичке групе Orthodox Celts. 
Албум је објављен 13. јануара 2017. године за издавачку кућу O'Celts Records. Доступан је на компакт-диску и у дигиталном формату.

## О албуму
Албум садржи седам ауторских песама и шест ирских традиционала. Омот је илустровао италијански аутор стрипова Валтер Вентури, кога су чланови групе Orthodox Celts означили као најбољег цртача Загора. Наслов Many Mouths Shut! је део стиха из песме One / Milk & Honey, која отвара албум (стих у целини гласи: Many mouths shut for the things to be said).

## Списак песама
| №               | Назив           | Аутор(и)                             | Трајање |  |
| 1.              |                 | А. Петровић · Д. Лалић · В. Јовковић | 3:03    |  |
| 2.              |                 | А. Петровић · Д. Грујић              | 3:07    |  |
| 3.              |                 | традиционална                        | 1:17    |  |
| 4.              |                 | А. Петровић · В. Јовковић            | 2:53    |  |
| 5.              |                 | традиционална                        | 1:17    |  |
| 6.              |                 | А. Петровић · Д. Грујић              | 2:38    |  |
| 7.              |                 | традиционална                        | 1:08    |  |
| 8.              |                 | А. Петровић · В. Јовковић            | 3:15    |  |
| 9.              |                 | А. Петровић · Д. Грујић              | 2:53    |  |
| 10.             |                 | традиционална                        | 1:23    |  |
| 11.             |                 | А. Петровић · Д. Грујић              | 2:59    |  |
| 12.             |                 | традиционална                        | 2:04    |  |
| 13.             |                 | традиционална                        | 1:04    |  |
| Укупно трајање: | Укупно трајање: | Укупно трајање:                      | 29:01   |  |

- За аранжирање песама била је заслужна цела група.[1][4][5]

## Музичари
| - : - Александар Петровић — вокал - Дејан Лалић — мандолина, мандола, тенор бенџо, електрична гитара, пратећи вокали - Душан Живановић — бубањ, ирски бубањ, хармоника - Владан Јовковић — акустична гитара, пратећи вокали - Дејан Грујић — бас-гитара, клавијатуре, пратећи вокали - Никола Станојевић — виолина - Бојан Петровић — фрула, пратећи вокали | - Гости: - Никола Врањковић — електрична гитара - Стеван Витас — клавијатуре |

## Остале заслуге
- Дејан Лалић — тонски сниматељ, продуцент, постпродукција
- Никола Врањковић — тонски сниматељ
- Владан Јовковић — тонски сниматељ, дизајн омота
- Валтер Вентури — илустратор омота
- Марина Бешенски — дизајн омота[1]

## Рецензије
| Медиј | Аутор рецензије | Оцена     | Изв.  |
| ----- | --------------- | --------- | ----- |
|       | нема податка    | без оцене | [ 6 ] |